# David Beckham
David Robert Joseph Beckham (pronunciación en inglés: /ˈdeɪvɪd ˈbɛkəm/; Londres, Inglaterra, 2 de mayo de 1975) es un exfutbolista, empresario y dirigente deportivo británico que jugaba como mediocampista ofensivo, actualmente es presidente y accionista del Inter de Miami desde 2018 y copropietario del Salford City F. C. Jugó la mayor parte de su carrera en el Manchester United F. C. donde permaneció durante 10 temporadas y media, desde 1992 hasta 2003. También tuvo una etapa en el Real Madrid C. F. desde 2003 hasta 2007. Su último equipo fue el Paris Saint-Germain F. C. Fue condecorado con la Orden del Imperio Británico, recibiendo el rango de Oficial (OBE) en la misma.
Beckham desarrolló los primeros once años de su carrera deportiva en el Manchester United F. C. donde hizo su debut con el primer equipo en 1992, con 17 años. Con el United, Beckham ganó la Premier League en seis ocasiones, la FA Cup en dos ocasiones, y la Liga de Campeones de la UEFA en 1999. Luego pasó a ser parte del Real Madrid C. F. donde ganó la Liga en su última temporada con el club, formando parte de la Era Galáctica del Real Madrid. En julio de 2007 Beckham firmó un contrato de cinco años con el club de la Major League Soccer, Los Angeles Galaxy. Mientras fue un jugador del Galaxy, pasó dos años cedido en Italia con el A. C. Milan, en 2009 y 2010. Se retiró del fútbol en el Paris Saint-Germain F. C. de la Ligue 1 de Francia en el año 2013.
Destacó por su capacidad goleadora en Inglaterra y sus tiros libres, los cuales poseen un efecto conocido como endiablado. Además, fue considerado por muchos como el mejor lanzador de tiros libres del mundo debido a su gran precisión de tiro y potencia.
En el fútbol internacional, Beckham hizo su debut con la selección de Inglaterra el 1 de septiembre de 1996, a la edad de 21 años. Fue capitán durante seis años y jugó un total de 58 veces. Hizo 115 apariciones en su carrera, apareció en tres Copas Mundiales de Fútbol (1998, 2002 y 2006) y en dos Eurocopas (2000 y 2004).
Beckham ha sido dos veces subcampeón del premio al Jugador Mundial de la FIFA, y en 2004 fue nombrado como uno de los 125 mejores futbolistas vivos como parte del FIFA 100. En 2004, era el futbolista mejor pagado del mundo, si se tiene en cuenta el salario y ofertas publicitarias. Al unirse a la MLS en 2007 se le dio el salario más alto para un jugador en la historia de la liga de EE. UU., de 6,5 millones de dólares por año.
Está casado desde 1999 con Victoria Beckham, una de las integrantes del grupo musical Spice Girls; a raíz de este matrimonio su imagen pública trascendió el ámbito deportivo, convirtiéndose en una estrella publicitaria y un referente en el mundo de la moda. La pareja tiene cuatro hijos y en 2009, su riqueza conjunta se cifraba en 125 millones de libras.

## Biografía
David Robert Joseph Beckham nació el 2 de mayo de 1975 en el hospital universitario Whipps Cross en Leytonstone, Londres, Inglaterra; hijo de David Edward Alan "Ted" Beckham (nacido en Edmonton, Londres, julio-septiembre de 1948), un empleado de una fábrica de material de cocina, y su esposa (m. London Borough of Hackney, 1969) Sandra Georgina West (b.1949), una peluquera de origen judío, que se habían casado en el distrito londinense de Hackney en 1969.
Cuando era niño, David jugaba regularmente al fútbol en el parque de Ridgeway, Chingford. Acudió al colegio de primaria de Chase Lane y al colegio de la fundación de Chingford. En una entrevista de 2007, Beckham dijo que «En la escuela siempre que el profesor le preguntó: '¿Qué quieres hacer cuando seas mayor? Yo respondía: 'Quiero ser futbolista'. Y me decían: 'No, ¿qué es lo que realmente quieres hacer, para un trabajo?' Pero eso era lo único que siempre he querido hacer».
Su madre proviene de una familia judía y Beckham se refiere a sí mismo como "medio judío" y ha comentado: «Probablemente he tenido más contacto con el judaísmo que con cualquier otra religión», aunque no se le conoce que practique el judaísmo u otra religión. En su libro Both Feet on the Ground, indica que mientras crecía, siempre acudía a la iglesia con sus padres y sus dos hermanas, Joanne y Lynne.
Su padre era seguidor del Manchester United y solía acudir al estadio de Old Trafford en Mánchester para ver los partidos del equipo. David heredó la afición paterna por el club, y su principal pasión deportiva era el fútbol. Acudió a la escuela de fútbol de Bobby Charlton en Mánchester y se ganó la oportunidad de participar en una sesión de entrenamiento del Fútbol Club Barcelona, como parte de su talento para la competición. Cuando era menor, jugó en el equipo local de Ridgeway Rovers, entrenado por su padre, Stuart Underwood y Steve Kirby.
Fue la mascota del Manchester United en un partido contra el West Ham United en 1986. El pequeño Beckham tuvo pruebas con el club local Leyton Orient, Norwich City y Newcastle United, que fue el primer club en el que jugó. Durante un periodo de dos años jugó para el equipo infantil de Brimsdown Rovers F.C., y fue nombrado jugador sub-15 del año en 1990. También acudió a la escuela Preparatoria de la Academia Bradenton, aunque firmó su aplicación para el Manchester United en su cumpleaños 14, y posteriormente firmó para entrar en un programa de entrenamiento para jóvenes el 8 de julio de 1991.
Ha jugado para el Manchester United, Preston North End, Real Madrid, Milan, Los Angeles Galaxy y la selección de Inglaterra, en el que tiene el récord de partidos jugados. La carrera profesional de Beckham comenzó con el Manchester United, debutando en 1992 con 17 años en el primer equipo. Con el Manchester, Beckham ganó el título de la Premier League en seis ocasiones, la FA Cup dos veces, la Liga de Campeones de la UEFA en 1999 y la Copa Intercontinental en dicho año. Dejó el Manchester United fichando por el Real Madrid en 2003, donde permaneció durante cuatro temporadas, ganando la Liga Española en su última temporada con el club. En enero de 2007, se anunció que Beckham podría abandonar el Real Madrid para irse al equipo de la Major League Soccer, Los Angeles Galaxy, firmando el 1 de julio de 2007 un contrato por cinco años. Mientras militó en Los Angeles Galaxy, estuvo cedido en dos ocasiones en Italia, en el Milan, en 2009 y 2010. El 20 de noviembre de 2011 se unió al selecto grupo de jugadores que han ganado tres títulos de liga en tres países diferentes, cuando Los Ángeles ganó su tercera Copa MLS. Su último club fue el París Saint-Germain, de la Ligue 1 de Francia.
En el fútbol internacional, Beckham hizo su debut en Inglaterra el 1 de septiembre de 1996, a la edad de 21 años. Fue nombrado capitán el 15 de noviembre de 2000 hasta la Copa Mundial de Fútbol de 2006, habiendo jugado 58 partidos. Ganó su partido número 100 contra Francia el 26 de marzo de 2008, y se convirtió en el máximo jugador de todos los tiempos en jugar más partidos el 28 de marzo de 2009, cuando superó los 108 partidos totales de Bobby Moore. Con 115 apariciones en su carrera hasta la fecha, ha declarado que no tiene intención de retirarse del fútbol internacional. Tras perderse la Copa Mundial de Fútbol de 2010 debido a una lesión, Beckham no ha jugado para Inglaterra desde el 14 de octubre de 2009. Tiene diez partidos menos que el arquero Peter Shilton (125 partidos), que es quien posee el récord de partidos.
Beckham ha sido dos veces subcampeón del Jugador Mundial de la FIFA y en 2004 fue el futbolista con el salario más alto del mundo teniendo en cuenta las ofertas publicitarias. Beckham fue el primer futbolista británico en jugar 100 partidos de la Champions League. Es el tercero en asistencias en la Premier League, con 152 asistencias en 265 partidos. Al unirse a la Major League Soccer en 2007 se le dio el salario más alto a un jugador en la historia de la liga, cobrando 6,5 millones de dólares por año.
En mayo de 2013 se retiró del fútbol profesional con el París Saint-Germain; en su último partido fue sustituido por Ezequiel Lavezzi y se retiró del campo llorando.
Beckham padece trastorno obsesivo-compulsivo (TOC), que, según él, le lleva a "tener todo en línea recta o en pares". Su esposa Victoria afirmó: "Si abres nuestra nevera, todo está coordinado a ambos lados. Tenemos tres neveras: comida en una, ensalada en otra y bebidas en la tercera. En la de bebidas, todo es simétrico. Si hay tres latas, tira una porque tiene que ser un número par". Beckham, un monárquico acérrimo, hizo cola durante 12 horas en septiembre de 2022 para ver a la reina Isabel II en el velatorio en el Westminster Hall.

## Trayectoria

### Manchester United
Su debut en el primer equipo del Manchester United fue en el año 1992, cuando, ya en ese entonces entrenado por Alex Ferguson. Tras alternar partidos con el filial del Manchester, de las cuales conquistó la Copa FA Juvenil, desde ese mismo año se plantó en el primer equipo de los diablos rojos.
Dotado de una técnica sobresaliente, desde ese año en adelante ha sido pieza fundamental en la consecución de los títulos nacionales e internacionales, especialmente en la temporada 1998-1999, campaña donde Beckham, junto a jugadores de la talla de Peter Schmeichel, Phil y Gary Neville, Jaap Stam, Ryan Giggs, Paul Scholes, Roy Keane entre otros, logró el denominado trébol: la Liga inglesa, la Copa FA y la Champions League. Además logró la Copa Intercontinental y la liga en tres ocasiones más. Dentro de la misma competición, en la temporada 2002-03 (la cual ganó el cuadro del United), recibió un golpe con una bota de fútbol de parte de Sir Alex Ferguson, debido a una discusión entre ambos después de un partido ante el Arsenal.

### Real Madrid C. F.

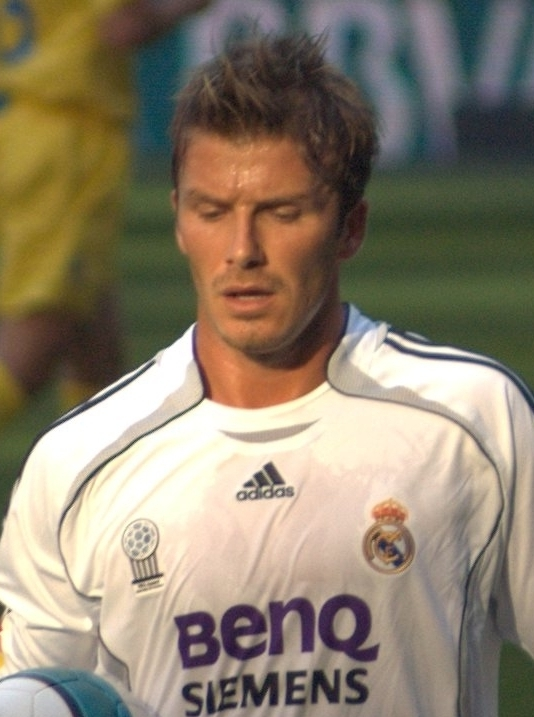
David Beckham durante un partido con el Real Madrid frente al Villarreal.

En 2003 fue fichado por el Real Madrid por una cifra de 35 millones de euros. Antes de abandonar el Manchester United, su club había realizado negociaciones con el FC Barcelona sin informar a David Beckham; el jugador sólo quería ir al Real Madrid y rechazó negociar con Joan Laporta, quien finalmente acabaría fichando a Ronaldinho.
Fue el cuarto fichaje de los llamados "Galácticos", inicialmente usó el dorsal 23 . Su fichaje fue realizado por la directiva presidida por Florentino Pérez.
Nada más llegar a Madrid ganó la Supercopa de España con el club merengue. Sin embargo, la campaña 2003-2004 terminó cuarto. Las dos siguientes temporadas acabó segundo, pero con una discreta participación del equipo en la campaña 2005/06, terminando a doce puntos del Barcelona.
Con el retiro de Zinedine Zidane, la llegada de Fabio Capello al banquillo, y la llegada de jugadores como Fabio Cannavaro, Ruud van Nistelrooy y Mahamadou Diarra para encarar la temporada 2006/07, Beckham pasó a segundo plano, y no fue considerado en los planes de Capello. Sin embargo, en los últimos meses de la campaña 2006/07, fue pieza fundamental en la obtención de la liga. Su buen juego fue uno de factores decisivos para ganar el campeonato nacional, y acabar una sequía de cuatro años sin títulos.

### Los Angeles Galaxy

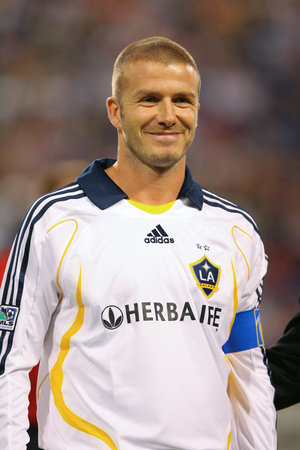
Beckham con la camiseta de Los Angeles Galaxy

El 1 de julio de 2007, en medio de gran controversia, Beckham deja el Real Madrid y ficha por el equipo estadounidense de Los Angeles Galaxy bajo la figura de jugador franquicia en la MLS. Se cree que esta decisión responde a fines más lucrativos que estrictamente deportivos, ya que Beckham sería consciente de su futuro declive físico y desearía exprimir al máximo su potencial publicitario en el mercado de los Estados Unidos.

### A. C. Milan

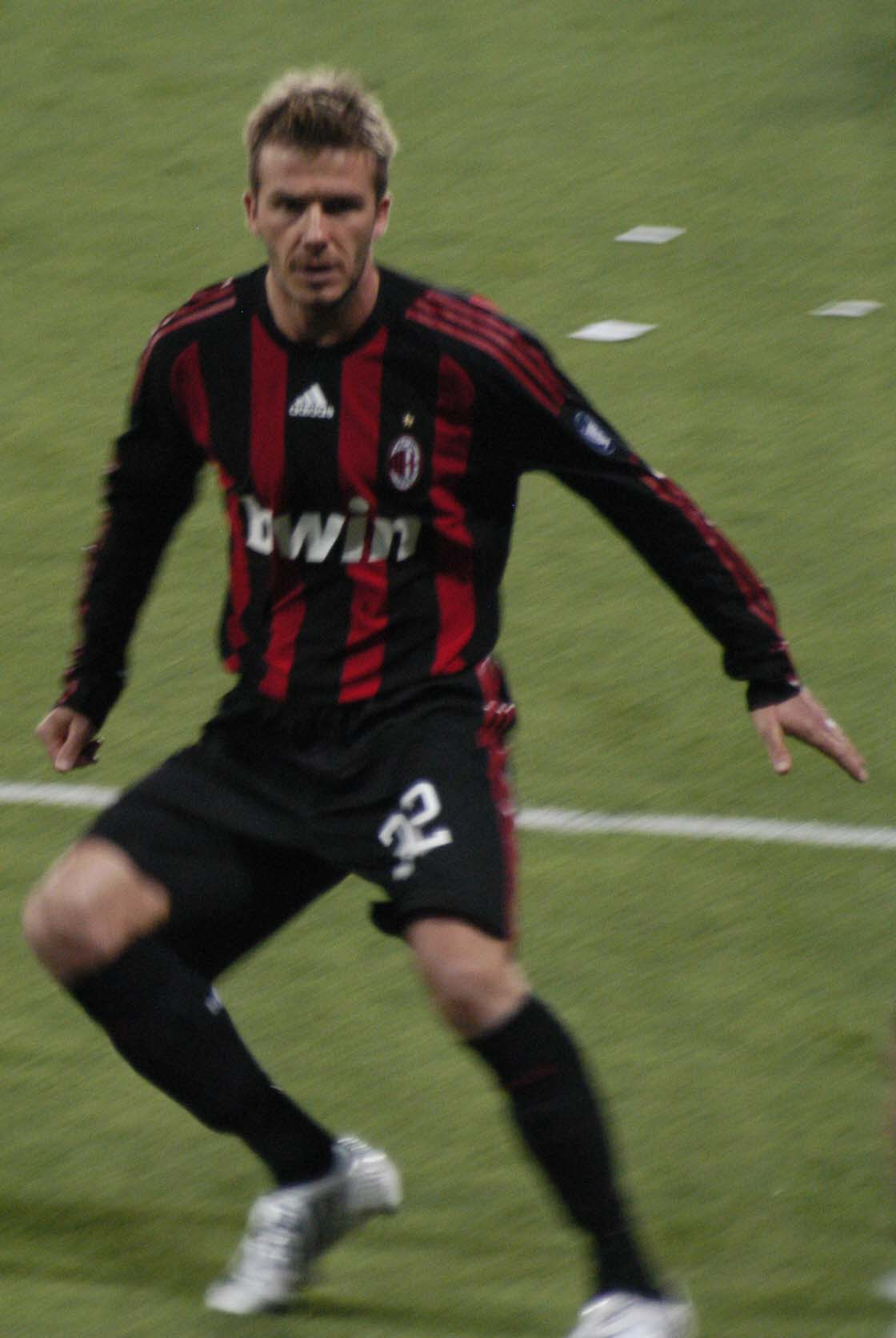
David Beckham jugando con el Milan.

En 2008, vuelve a jugar con la selección inglesa, entrenada por Fabio Capello, desde ese momento se especula con su vuelta a Europa con el objetivo de prepararse para jugar el Mundial de 2010. El 22 de octubre se confirmó que jugaría hasta el final de temporada en el Milan cedido por Los Angeles Galaxy. Marcó dos goles con el Milan y rindió a un nivel muy bueno demostrando que todavía podía jugar en la selección nacional de su país, ya que no había vuelto a ser convocado para la misma.
En julio de 2009, se reincorpora a la disciplina de Los Angeles Galaxy para terminar la temporada de la MLS, retornando a Europa en el mercado invernal europeo.
El 2 de noviembre de 2009, se hace oficial su vuelta al Milan en calidad de cedido hasta final de temporada a partir de enero de 2010. El objetivo de esta nueva cesión, es prepararse para jugar la Mundial de 2010.
Esta temporada se enfrentó en octavos de final de la Liga de Campeones contra el Manchester United, volviéndo a Old Trafford, donde el Milan perdió por 4-0, partido que Beckham calificó de «emocionante pero a la vez triste».
El domingo 14 de marzo de 2010 David Beckham sufre una rotura del tendón de Aquiles, en una jugada en la que se encontraba solo en el centro del campo. Debido a esta lesión no pudo disputar el Mundial de Sudáfrica 2010.

### Los Angeles Galaxy
Volvería en 2010 a Los Angeles Galaxy, pero en 2013 se marcharía al París Saint-Germain tras finalizar su contrato.

### París Saint-Germain F. C.
Tras finalizar su contrato con Los Angeles Galaxy, el 31 de enero de 2013 se hace oficial su fichaje por el París Saint-Germain. Fichó hasta final de temporada aunque no renovó con el equipo.
Hizo su debut en equipo parisino el 24 de febrero en un partido válido en la jornada 26 de la Ligue 1 contra el Olympique de Marsella. Entró en el minuto 75 sustituyendo a Javier Pastore. El 2 de abril de 2013 es titular en la ida de los cuartos de final de la Liga de Campeones de la UEFA en el Parque de los Príncipes. Volviendo a jugar la UEFA Champions League después de que lo hiciera con el Milan.
El 16 de mayo de 2013 anuncia su retiro del fútbol profesional al finalizar la presente temporada.
En el PSG logró la Ligue 1 y dio una asistencia al sólo disputar 10 partidos y pasar a un segundo plano al no poder jugar gratis y destinar su sueldo a fines caritativos.
En su último partido fue titular, aunque fue sustituido, y se retiró del campo llorando siendo ovacionado por la afición y sus compañeros de equipo.

## Selección nacional

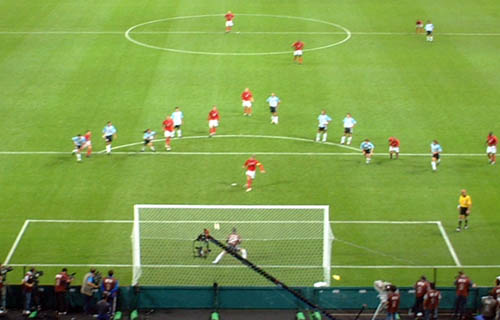
Beckham pateando el penal que le daría la victoria a Inglaterra sobre Argentina 1-0 en el Mundial 2002.

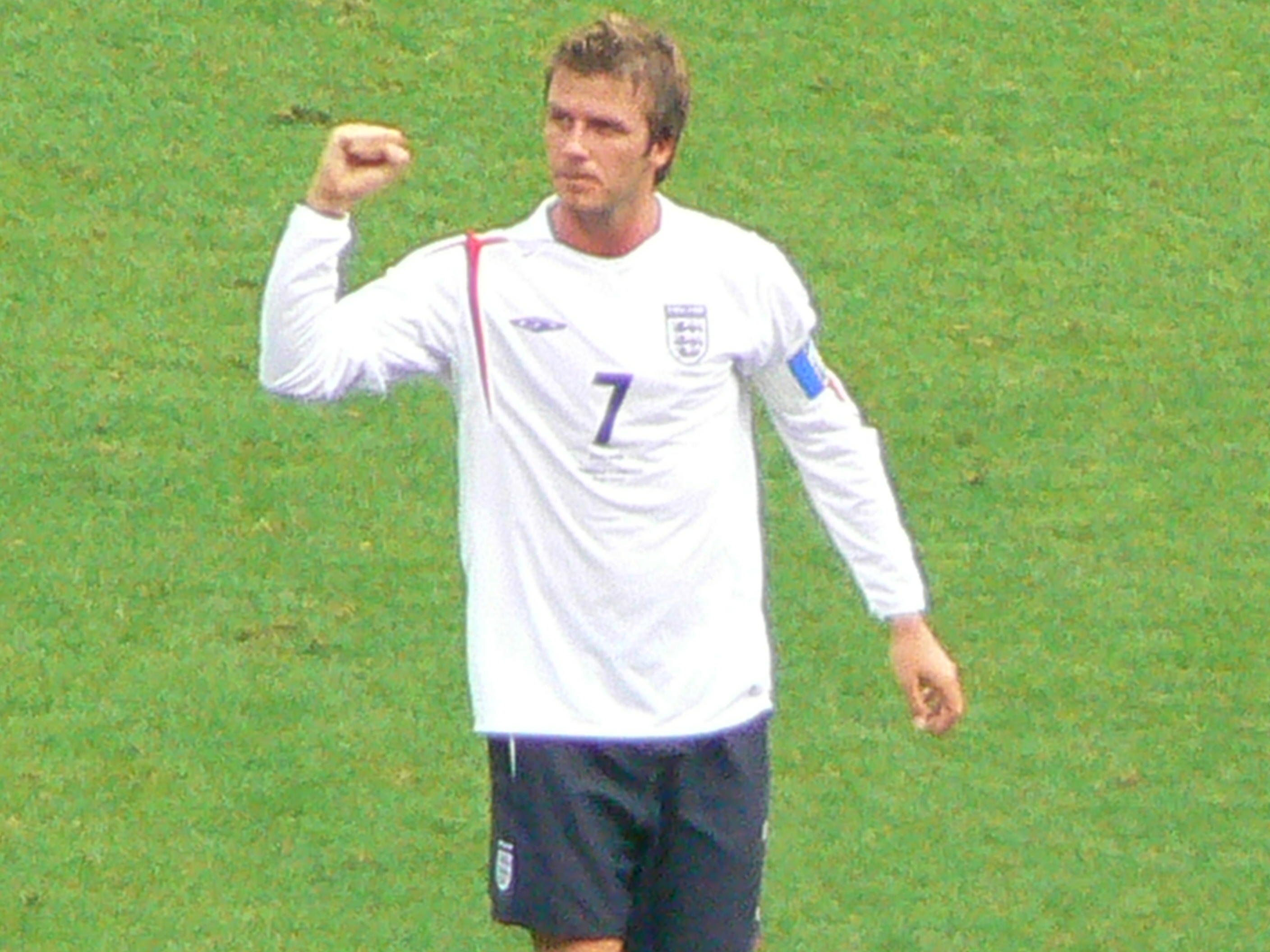
David Beckham, capitán de los "pross" entre los años 2000-2006.

En 1998 la selección de Inglaterra se clasificó para la Copa Mundial de Francia 1998. Marcó un gol de tiro libre contra Colombia en primera fase. En segunda ronda fue expulsado por cometer una falta sobre el jugador argentino Diego Simeone. Inglaterra fue eliminada del Mundial en los penaltis contra Argentina y no tardaron en llegar las críticas a Beckham, donde se pedía que abandonara la selección.
Sin embargo, jugó la Eurocopa 2000 como capitán del seleccionado inglés y las eliminatorias rumbo a la Copa Mundial de Corea del Sur y Japón 2002. En aquellas eliminatorias, se dio un momento crucial en la carrera del inglés cuando marcó de tiro libre, en el mítico Old Trafford, un gol ante Grecia que le dio a su selección la clasificación directa a la Copa Mundial de Corea del Sur y Japón 2002. En el Mundial volvió a encontrarse con Argentina, a la que le marcó un gol de penalti en el segundo partido del grupo que compartían, tomándose revancha de la eliminación del mundial anterior. La selección inglesa quedó fuera del mundial en cuartos de final, al caer derrotada 2-1 contra Brasil gracias a un gol de libre directo de Ronaldinho en la reanudación. Brasil sería a la postre el futuro campeón del torneo.
Beckham jugó todos los partidos de la Eurocopa 2004 en Portugal. En cuartos de final, Inglaterra enfrentó a la selección local. El encuentro se decidió por penaltis, que quedarán marcados para la historia no solo porque Ricardo Pereira, portero portugués, paró sin guantes, sino porque Beckham elevó su tiro por encima del larguero y su equipo perdió por 5-6, siendo eliminado del torneo.
En la Copa Mundial de Alemania 2006, con 31 años de edad, disputa los cinco partidos de Inglaterra como capitán. Anotó un gol de tiro libre contra Ecuador en los octavos de final, llegando así hasta los cuartos de final donde perdió contra Portugal en la tanda de penaltis de nuevo. En este partido Beckham debe dejar el encuentro al minuto 50 debido a una gastroenteritis.
Tras la eliminación de su selección en la Copa Mundial de Alemania 2006, renunció a la capitanía de la misma y fue defenestrado por Steve McClaren. Le volvió a convocar para los partidos determinantes de la clasificación para la Eurocopa 2008. Inglaterra no consiguió la clasificación y McClaren fue sustituido por Fabio Capello, quien en su primera convocatoria no contó con Beckham por no haber jugado un solo partido durante el periodo enero-febrero. Disputó la mayoría de partidos en la Clasificación para la Copa Mundial de 2010, sin embargo tras su irregularidad en el A. C. Milan y Los Angeles Galaxy, fue tomado en cuenta como un revulsivo entrando desde el banco de suplentes en los últimos minutos, y no como un jugador titular. Tras una lesión meses antes de la Copa Mundial de Sudáfrica 2010, no pudo disputar aquel mundial, cerrando su trayectoria en la selección inglesa.

### Participaciones en Copas del Mundo
| Mundial                        | Sede                  | Resultado        | Partidos | Goles |
| ------------------------------ | --------------------- | ---------------- | -------- | ----- |
| Copa Mundial de Fútbol de 1998 | Francia               | Octavos de final | 2        | 1     |
| Copa Mundial de Fútbol de 2002 | Corea del Sur y Japón | Cuartos de final | 5        | 1     |
| Copa Mundial de Fútbol de 2006 | Alemania              | Cuartos de final | 5        | 1     |

### Participaciones en Eurocopas
| Eurocopa      | Sede                   | Resultado        | Partidos | Goles |
| ------------- | ---------------------- | ---------------- | -------- | ----- |
| Eurocopa 2000 | Bélgica y Países Bajos | Primera fase     | 3        | 0     |
| Eurocopa 2004 | Portugal               | Cuartos de final | 4        | 0     |

## Fenómeno social y publicitario

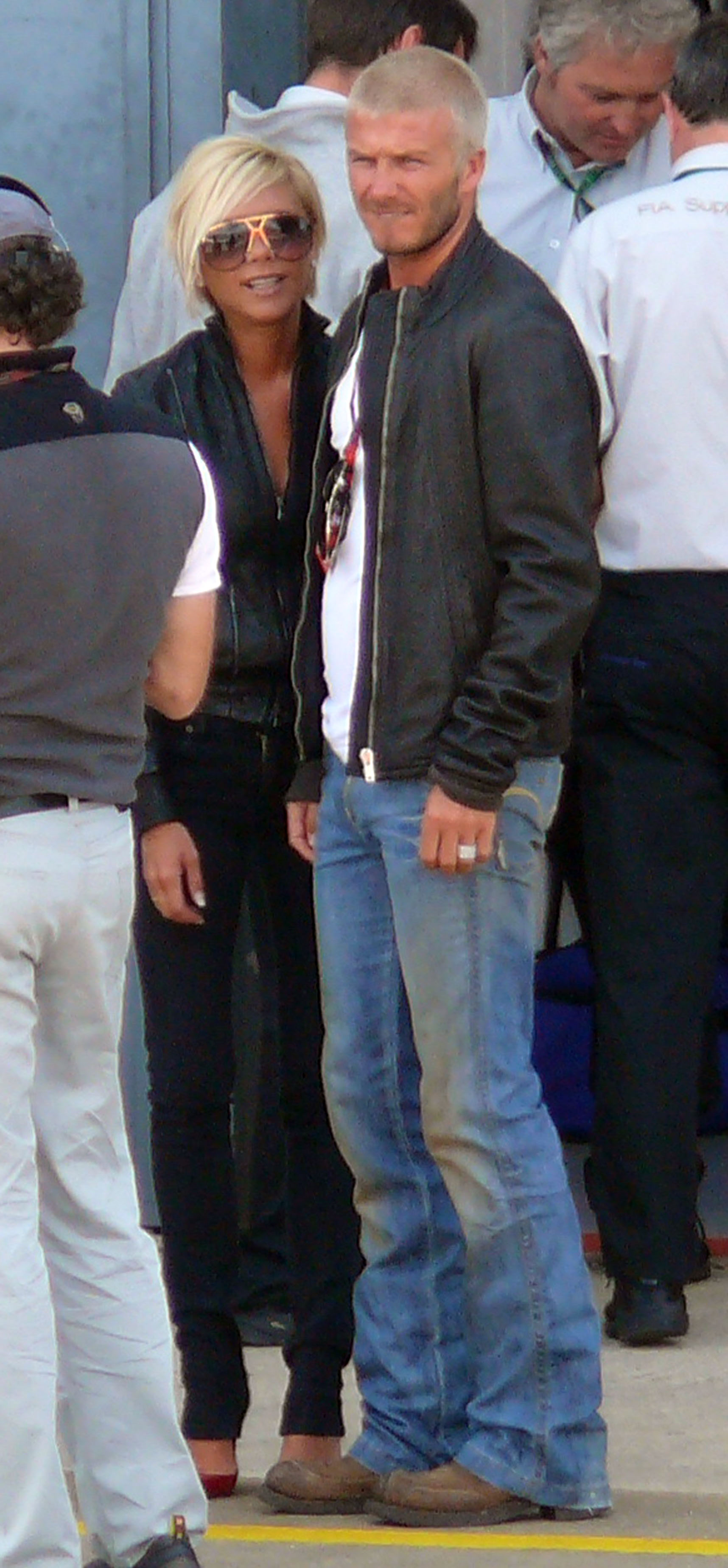
David Beckham junto con su esposa Victoria Adams en el GP Silverstone de Fórmula 1 en 2007

Su matrimonio con Victoria Adams, celebrado el 4 de julio de 1999 en un castillo de Irlanda, marcó el despegue de David Beckham como una estrella extradeportiva, idolatrada en medio mundo por su mezcla de atractivo físico, don de gentes y éxito profesional. La pareja tiene cuatro hijos: Brooklyn Joseph Beckham (nacido el 4 de marzo de 1999 en Londres), Romeo James Beckham (nacido el primero de septiembre de 2002 en Londres), Cruz David Beckham (nacido el 20 de febrero de 2005 en Madrid) y Harper Seven Beckham (nacida el 10 de julio de 2011 en Los Ángeles).
Se atribuye a Victoria la evolución de David como celebridad y estrella publicitaria, un fenómeno que vino impulsado por continuos cambios de imagen (recogidos ampliamente por la prensa y la televisión) siguiendo estilos estéticos hasta entonces inusuales, y que se discutían como arriesgados por salirse del gusto masculino tradicional. David empezó a lucir peinados con trenzas y crestas, así como pendientes y demás joyería, vestuario mayormente de marca (incluyendo prendas atípicas en hombres como el pareo), y llegó a pintarse las uñas al gusto punk. A lo largo de los últimos 15 años, Beckham ha tanteado estéticas muy dispares: desde la elegancia de dandy con traje hasta las propias de las corrientes punk y rap. Gracias a todo esto, él es reconocido como difusor de múltiples tendencias de moda masculina, en realidad no demasiado rompedoras pero que el sector masculino se mostraba recio a seguir, lo cual ha abierto el camino a otras estrellas del fútbol vinculadas a la moda, como Cristiano Ronaldo y Sergio Ramos. Beckham también contribuyó a popularizar el auge de los tatuajes; entre otros motivos, se tatuó una leyenda en hebreo: «Yo soy de mi amada, mi amada es mía». El hebreo se debe al origen judío de su madre.
Algunas fuentes describen a Beckham como un fashion victim, derrochador en cuanto a su imagen personal, pues gasta enormes sumas en sus cambios de estilo. Él ha confesado que sufre una manía enfermiza por acumular prendas y calzado, y por ordenarlas metódicamente.
La enorme popularidad del matrimonio Beckham, especialmente en Asia, supuso un vuelco en los ingresos de Beckham, que llegó a facturar por trabajos publicitarios más que como deportista. Esto ha entrañado creciente importancia en sus últimos años, cuando la edad iba haciendo mella en el rendimiento deportivo de Beckham y finalmente le llevó a retirarse del fútbol profesional.
- En 1996 los programadores del videojuego Actua Soccer le incluyeron en el equipo formado por los mejores jugadores de la historia del fútbol junto a otros grandes como Pelé o Ronaldo.
- Un espectador español puso en venta en eBay el balón con que Beckham erró el penalti en la Eurocopa de fútbol 2004.
- Una aficionada española, que sustrajo la bufanda de Beckham, la puso a la venta en el portal eBay, aunque la subasta fue retirada ya que dicha aficionada mostró, días después, su trofeo y sus futuras intenciones lucrativas ante los medios.
- También se ha realizado una película titulada Bend It Like Beckham donde una adolescente de origen hindú tiene a Beckham como su héroe y quiere probar en el fútbol a pesar de la oposición de sus padres.

En febrero de 2014, la Major League Soccer anunció que Beckham y un grupo de inversores serían los propietarios de un equipo de expansión en Miami, que iniciaría su participación en 2016 o 2017. Finalmente, en 2018 se oficializó la creación del Inter de Miami, equipo del cual Beckham es su actual presidente.
En enero de 2019, adquirió el 10% del Salford City F. C.

### Embajador de Catar
David Beckham acordó en 2021 con el gobierno de Catar ser embajador del país durante 10 años y ser imagen del mundial de Catar de 2022. Por ello, se dice que cobró 175 millones de euros. Debido a esto, las críticas en diarios como Daily Mail fueron muy fuertes, tildando su decisión como "realmente decepcionante".

### Películas
David Beckham tuvo pequeños cameos en varias películas como Goal! (2005); en su secuela Goal II: Living the Dream (2007) y la tercera Goal! 3: Taking on the World (2009). También participó realizando un cameo en la película de 2017 King Arthur: Legend of the Sword como Trigger, soldado del rey Vortigern.
En junio de 2024 se anunció que recibiría a lo largo de 2025 su estrella en el Paseo de la Fama de Hollywood, junto a Jane Fonda, Prince, Green Day y demás celebridades.

## Récords
- Único jugador de la historia de Inglaterra que ha marcado goles en tres mundiales, y todos ellos a balón parado.[34] Transformó una falta frente a Colombia en 1998, un penalti frente a Argentina en 2002 y otra falta frente a Ecuador en la segunda ronda de 2006.

- David Beckham al disputar el compromiso contra el Sevilla F. C. correspondiente a la 14ª jornada de Liga (2006-07) se convierte en el jugador inglés con más partidos (104) en la Liga Española, superando los 103 encuentros disputados por Gary Lineker en el F. C. Barcelona.

## Estadísticas

### Clubes
Actualizado a fin de carrera deportiva. Resaltadas temporadas en calidad de cesión.
| Manchester United F. C. | 1.ª           | 1992-93       | —   | —  | —   | 1  | 0  | 0  | —   | —  | —  | 1   | 0   | 0   | 0    |
| Manchester United F. C. | 1.ª           | 1993-94       | —   | —  | —   | —  | —  | —  | —   | —  | —  | 0   | 0   | 0   | 0    |
| Preston North End F. C. | 3.ª           | 1994-95       | 5   | 2  | 3   | —  | —  | —  | —   | —  | —  | 5   | 2   | 3   | 0,40 |
| Manchester United F. C. | 1.ª           | 1994-95       | 4   | 0  | 0   | 5  | 0  | 1  | 1   | 1  | 1  | 10  | 1   | 2   | 0,10 |
| Manchester United F. C. | 1.ª           | 1995-96       | 33  | 7  | 5   | 5  | 1  | 0  | 2   | 0  | 0  | 40  | 8   | 5   | 0,20 |
| Manchester United F. C. | 1.ª           | 1996-97       | 36  | 8  | 8   | 3  | 2  | 2  | 10  | 2  | 1  | 49  | 12  | 11  | 0,25 |
| Manchester United F. C. | 1.ª           | 1997-98       | 37  | 9  | 13  | 5  | 2  | 3  | 8   | 0  | 5  | 50  | 11  | 21  | 0,22 |
| Manchester United F. C. | 1.ª           | 1998-99       | 34  | 6  | 11  | 9  | 1  | 0  | 12  | 2  | 7  | 55  | 9   | 18  | 0,16 |
| Manchester United F. C. | 1.ª           | 1999-00       | 31  | 6  | 15  | 1  | 0  | 0  | 16  | 2  | 4  | 48  | 8   | 19  | 0,17 |
| Manchester United F. C. | 1.ª           | 2000-01       | 31  | 9  | 12  | 3  | 0  | 1  | 12  | 0  | 2  | 46  | 9   | 15  | 0,20 |
| Manchester United F. C. | 1.ª           | 2001-02       | 28  | 11 | 8   | 2  | 0  | 1  | 13  | 5  | 5  | 43  | 16  | 14  | 0,37 |
| Manchester United F. C. | 1.ª           | 2002-03       | 31  | 6  | 9   | 8  | 2  | 2  | 13  | 3  | 4  | 52  | 11  | 15  | 0,21 |
| Manchester United F. C. | Total club    | Total club    | 265 | 62 | 81  | 42 | 8  | 10 | 87  | 15 | 29 | 394 | 85  | 120 | 0,22 |
| Real Madrid C. F. | 1.ª           | 2003-04       | 32  | 3  | 11  | 7  | 3  | 2  | 7   | 1  | 2  | 46  | 7   | 15  | 0,15 |
| Real Madrid C. F. | 1.ª           | 2004-05       | 30  | 4  | 6   | —  | —  | —  | 8   | 0  | 3  | 38  | 4   | 9   | 0,11 |
| Real Madrid C. F. | 1.ª           | 2005-06       | 31  | 3  | 12  | 6  | 1  | 6  | 7   | 1  | 3  | 44  | 5   | 21  | 0,11 |
| Real Madrid C. F. | 1.ª           | 2006-07       | 23  | 3  | 5   | 2  | 1  | 2  | 6   | 0  | 0  | 31  | 4   | 7   | 0,13 |
| Real Madrid C. F. | Total club    | Total club    | 116 | 13 | 34  | 15 | 5  | 10 | 28  | 2  | 8  | 159 | 20  | 52  | 0,13 |
| Los Angeles Galaxy | 1.ª           | 2007          | 5   | 0  | 2   | —  | —  | —  | 2   | 1  | 1  | 6   | 1   | 3   | 0,17 |
| Los Angeles Galaxy | 1.ª           | 2008          | 25  | 5  | 10  | —  | —  | —  | —   | —  | —  | 25  | 5   | 10  | 0,20 |
| A. C. Milan | 1.ª           | 2008-09       | 18  | 2  | 6   | —  | —  | —  | 2   | 0  | 0  | 20  | 2   | 6   | 0,10 |
| Los Angeles Galaxy | 1.ª           | 2009          | 15  | 2  | 4   | —  | —  | —  | —   | —  | —  | 15  | 2   | 4   | 0,13 |
| A. C. Milan | 1.ª           | 2009-10       | 11  | 0  | 3   | —  | —  | —  | 2   | 0  | 0  | 13  | 0   | 3   | 0    |
| A. C. Milan | Total club    | Total club    | 29  | 2  | 9   | 0  | 0  | 0  | 4   | 0  | 0  | 33  | 2   | 9   | 0,06 |
| Los Angeles Galaxy | 1.ª           | 2010          | 10  | 2  | 3   | —  | —  | —  | —   | —  | —  | 10  | 2   | 3   | 0,20 |
| Los Angeles Galaxy | 1.ª           | 2011          | 30  | 2  | 19  | —  | —  | —  | 4   | 0  | 2  | 34  | 2   | 21  | 0,06 |
| Los Angeles Galaxy | 1.ª           | 2012          | 30  | 7  | 10  | —  | —  | —  | 3   | 1  | 2  | 33  | 8   | 12  | 0,24 |
| Los Angeles Galaxy | Total club    | Total club    | 115 | 18 | 48  | 0  | 0  | 0  | 9   | 2  | 5  | 124 | 20  | 53  | 0,16 |
| Paris Saint-Germain F. C. | 1.ª           | 2012-13       | 10  | 0  | 2   | 2  | 0  | 0  | 2   | 0  | 0  | 14  | 0   | 2   | 0    |
| Total carrera | Total carrera | Total carrera | 540 | 97 | 177 | 59 | 13 | 20 | 130 | 19 | 42 | 729 | 129 | 239 | 0,18 |
| (1) Incluye datos de la Copa de la Liga de Inglaterra / FA Cup / Community Shield (1992-03); Supercopa de España / Copa del Rey (2003-06); Copa de Francia (2013). (2) Incluye datos de la Supercopa de Europa / Intercontinental / Mundial de Clubes (1999-00); Copa de la UEFA (1995-09); SuperLiga Norteamericana / Concacaf Liga Campeones (2007-12); Liga de Campeones de la UEFA (1994-13). (3) No incluye goles en partidos amistosos. |               |               |     |    |     |    |    |    |     |    |    |     |     |     |      |

### Selecciones
| Selección                                                                                             | Temporada     | Amistosos | Amistosos | Amistosos | Europa(1) | Europa(1) | Europa(1) | Mundial | Mundial | Mundial | Total | Total | Total  | Media goleadora |
| Selección                                                                                             | Temporada     | Part.     | Goles     | Asist.    | Part.     | Goles     | Asist.    | Part.   | Goles   | Asist.  | Part. | Goles | Asist. | Media goleadora |
| --- | ------------- | --------- | --------- | --------- | --------- | --------- | --------- | ------- | ------- | ------- | ----- | ----- | ------ | --------------- |
| Sub-18 Inglaterra                                                                                     | 1992          | 1         | 0         | 0         | —         | —         | —         | —       | —       | —       | 1     | 0     | 0      | 0,00            |
| Sub-18 Inglaterra                                                                                     | 1993          | 2         | 0         | 1         | —         | —         | —         | —       | —       | —       | 2     | 0     | 1      | 0,00            |
| Sub-18 Inglaterra                                                                                     | Total         | 3         | 0         | 1         | 0         | 0         | 0         | 0       | 0       | 0       | 3     | 0     | 1      | 0,00            |
| Sub-21 Inglaterra                                                                                     | 1994          | 5         | 0         | 2         | —         | —         | —         | —       | —       | —       | 5     | 0     | 2      | 0,00            |
| Sub-21 Inglaterra                                                                                     | 1995          | 1         | 0         | 0         | 1         | 0         | 0         | —       | —       | —       | 2     | 0     | 0      | 0,00            |
| Sub-21 Inglaterra                                                                                     | 1996          | 2         | 0         | 2         | —         | —         | —         | —       | —       | —       | 2     | 0     | 2      | 0,00            |
| Sub-21 Inglaterra                                                                                     | Total         | 8         | 0         | 4         | 1         | 0         | 0         | 0       | 0       | 0       | 9     | 0     | 4      | 0,00            |
| Absoluta Inglaterra                                                                                   | 1996          | —         | —         | —         | 3         | 0         | 1         | —       | —       | —       | 3     | 0     | 1      | 0,00            |
| Absoluta Inglaterra                                                                                   | 1997          | 5         | 0         | 1         | 4         | 0         | 1         | —       | —       | —       | 9     | 0     | 2      | 0,00            |
| Absoluta Inglaterra                                                                                   | 1998          | 4         | 0         | 0         | 1         | 0         | 0         | 3       | 1       | 1       | 8     | 1     | 1      | 0,13            |
| Absoluta Inglaterra                                                                                   | 1999          | 1         | 0         | 0         | 6         | 0         | 2         | —       | —       | —       | 7     | 0     | 2      | 0,00            |
| Absoluta Inglaterra                                                                                   | 2000          | 6         | 0         | 1         | 4         | 0         | 3         | —       | —       | —       | 10    | 0     | 4      | 0,00            |
| Absoluta Inglaterra                                                                                   | 2001          | 4         | 2         | 0         | 6         | 3         | 1         | —       | —       | —       | 10    | 5     | 1      | 0,50            |
| Absoluta Inglaterra                                                                                   | 2002          | 2         | 0         | 1         | 2         | 2         | 0         | 5       | 1       | 3       | 9     | 3     | 4      | 0,33            |
| Absoluta Inglaterra                                                                                   | 2003          | 4         | 1         | 2         | 5         | 3         | 0         | —       | —       | —       | 9     | 4     | 2      | 0,44            |
| Absoluta Inglaterra                                                                                   | 2004          | 5         | 1         | 1         | 7         | 1         | 4         | —       | —       | —       | 12    | 2     | 5      | 0,17            |
| Absoluta Inglaterra                                                                                   | 2005          | 4         | 0         | 2         | 5         | 1         | 0         | —       | —       | —       | 9     | 1     | 2      | 0,11            |
| Absoluta Inglaterra                                                                                   | 2006          | 3         | 0         | 4         | —         | —         | —         | 5       | 1       | 2       | 8     | 1     | 6      | 0,13            |
| Absoluta Inglaterra                                                                                   | 2007          | 3         | 0         | 2         | 2         | 0         | 3         | —       | —       | —       | 5     | 0     | 5      | 0,00            |
| Absoluta Inglaterra                                                                                   | 2008          | 4         | 0         | 2         | 4         | 0         | 0         | —       | —       | —       | 8     | 0     | 2      | 0,00            |
| Absoluta Inglaterra                                                                                   | 2009          | 4         | 0         | 1         | 4         | 0         | 2         | —       | —       | —       | 8     | 0     | 3      | 0,00            |
| Absoluta Inglaterra                                                                                   | Total         | 49        | 4         | 17        | 53        | 10        | 17        | 13      | 3       | 6       | 115   | 17    | 40     | 0,15            |
| Total carrera                                                                                         | Total carrera | 60        | 4         | 22        | 54        | 10        | 17        | 13      | 3       | 6       | 127   | 17    | 45     | 0,13            |
| (1) Incluye los partidos de la Eurocopa Sub-21 (1995); Clasificatorias Europeas / Eurocopa (1996-09). |               |           |           |           |           |           |           |         |         |         |       |       |        |                 |

### Resumen estadístico
| Competición           | Partidos | Goles | Promedio | Asistencias | Promedio | Goles y asistencias | Promedio |
| --------------------- | -------- | ----- | -------- | ----------- | -------- | ------------------- | -------- |
| Primera División      | 540      | 97    | 0.17     | 170         | 0.31     | 267                 | 0.49     |
| Tercera División      | 5        | 2     | 0,40     | 3           | 0,60     | 5                   | 1,00     |
| Copas nacionales      | 59       | 13    | 0,22     | 20          | 0,34     | 33                  | 0,56     |
| Copas internacionales | 130      | 19    | 0,15     | 42          | 0,32     | 61                  | 0,47     |
| Selección absoluta    | 115      | 17    | 0,15     | 40          | 0,35     | 57                  | 0,50     |
| Selección sub-21      | 9        | 0     | 0,00     | 4           | 0,44     | 4                   | 0,44     |
| Selección sub-18      | 3        | 0     | 0,00     | 1           | 0,33     | 1                   | 0,33     |
| Total                 | 856      | 146   | 0,17     | 284         | 0,33     | 430                 | 0,50     |

## Palmarés

### Campeonatos nacionales
| Título              | Club                      | País           | Año  |
| ------------------- | ------------------------- | -------------- | ---- |
| Premier League      | Manchester United F. C.   | Inglaterra     | 1996 |
| FA Cup              | Manchester United F. C.   | Inglaterra     | 1996 |
| Community Shield    | Manchester United F. C.   | Inglaterra     | 1996 |
| Premier League      | Manchester United F. C.   | Inglaterra     | 1997 |
| Community Shield    | Manchester United F. C.   | Inglaterra     | 1997 |
| Premier League      | Manchester United F. C.   | Inglaterra     | 1999 |
| FA Cup              | Manchester United F. C.   | Inglaterra     | 1999 |
| Premier League      | Manchester United F. C.   | Inglaterra     | 2000 |
| Premier League      | Manchester United F. C.   | Inglaterra     | 2001 |
| Premier League      | Manchester United F. C.   | Inglaterra     | 2003 |
| Supercopa de España | Real Madrid C. F.         | España         | 2003 |
| Liga Española       | Real Madrid C. F.         | España         | 2007 |
| Conference Cup      | Los Angeles Galaxy        | Estados Unidos | 2009 |
| Supporters' Shield  | Los Angeles Galaxy        | Estados Unidos | 2010 |
| Supporters' Shield  | Los Angeles Galaxy        | Estados Unidos | 2011 |
| Conference Cup      | Los Angeles Galaxy        | Estados Unidos | 2011 |
| MLS Cup             | Los Angeles Galaxy        | Estados Unidos | 2011 |
| Conference Cup      | Los Angeles Galaxy        | Estados Unidos | 2012 |
| MLS Cup             | Los Angeles Galaxy        | Estados Unidos | 2012 |
| Ligue 1             | Paris Saint-Germain F. C. | Francia        | 2013 |

### Campeonatos internacionales
| Título                       | Club                    | Sede      | Año  |
| ---------------------------- | ----------------------- | --------- | ---- |
| Liga de Campeones de la UEFA | Manchester United F. C. | Barcelona | 1999 |
| Copa Intercontinental        | Manchester United F. C. | Tokio     | 1999 |

### Títulos nacionales
| Título             | Equipo         | Sede           | Año  |
| ------------------ | -------------- | -------------- | ---- |
| Supporter's Shield | Inter de Miami | Estados Unidos | 2024 |

### Títulos internacionales
| Título      | Club           | Sede           | Año  |
| ----------- | -------------- | -------------- | ---- |
| Leagues Cup | Inter de Miami | Estados Unidos | 2023 |

### Distinciones individuales
| Distinción                                             | Año     |
| ------------------------------------------------------ | ------- |
| Jugador Joven del Año de Inglaterra                    | 1996    |
| Jugador Joven del Año de Inglaterra                    | 1997    |
| Premio Sir Matt Busby                                  | 1997    |
| Jugador Más Valioso de la Liga de Campeones de la UEFA | 1998-99 |
| Segundo Mejor jugador del año FIFA (FIFA World Player) | 1999    |
| Once de Plata                                          | 1999    |
| Balón de Plata                                         | 1999    |
| Segundo Mejor jugador del año FIFA (FIFA World Player) | 2001    |
| Persona Deportiva del Año de la BBC                    | 2001    |
| Once de Bronce                                         | 2003    |
| Elegido como uno de los FIFA 100                       | 2004    |